# Jakob Sverdrup
 Ikke at forveksle med farfaderen Jacob Sverdrup
Jakob Liv Rosted Sverdrup (født 27. marts 1845 i Oslo, død 11. juni 1899 i Østre Aker) var en norsk gejstlig og politiker, søn af H.U. Sverdrup.
Sverdrup blev student 1864 og cand. theol. 1869. Han bestyrede 1871—78 Sogndals Folkehøjskole og blev derefter sognepræst til Leikanger. Allerede tidlig kom Sverdrup ind i det kommunale og politiske liv, valgtes 1876 til repræsentant for Nordre Bergenhus Amt og mødte på alle Storting mellem 1878 og 1884. Her var han den hele tid et virksomt medlem af Kirkekomiteen, til sidst dens formand, og kom navnlig ved sin deltagelse i 9. juni-beslutningen 1880 og i Odelstingets rigsretsdebatter 1883 i det hele taget til at indtage en fremskudt stilling. Juni 1884 indtrådte han i det Sverdrup-Richterske ministerium, i hvilket han fra 1885 var kirkeminister. Som sådan lykkedes det ham vel at få gennemført flere ændringer, særlig på ritualets område, derimod mødte de af ham i forening med faderen udarbejdede kirkelovforslag til oprettelse af menighedsråd og menighedens delagtighed i præstevalg modstand både inden for ministeriet og hos folkerepræsentationen. 
Efter ministerskiftet 1889 blev han 1890 sognepræst til Korskirken i Bergen og valgtes som forhenværende statsråd af sin gamle valgkreds til stortingsrepræsentant 1892—94 og 1895—97. Under krisen 1895 fik han af kongen i opdrag at danne en ny regering; men stemningen indenfor tingets Venstre nødte ham til straks at nedlægge sit mandat. Oktober 1895 indtrådte han i det af Hagerup dannede koalitionsministerium, der muliggjorde nedsættelsen af den 3. unionskomité og genoptagelsen af de unionelle forhandlinger; som kirkeminister virkede han atter med kraft og dygtighed indtil ministeriets afgang 17. februar 1898. Fra denne hans funktionstid skriver sig istandbringelsen af de vigtige love om kirker og kirkegårde og om gejstlighedens aflønning, på hvilke han personlig havde lagt meget arbejde. Ved afgangen fra statsrådet udnævntes han til biskop i Bergen fra 1. maj 1898. Han kom imidlertid ikke til at overtage embedet. En månedstid efter udnævnelsen blev han kastet på et årelangt smertefuldt sygeleje, der endte med døden.
I Litteraturen har Sverdrup plads gennem et stort antal prædikener, kirkehistoriske afhandlinger og opbyggelsesskrifter, dels oversatte, dels originale fremstillinger samt indlæg i den politiske diskussion. Han var i flere henseender udrustet med glimrende anlæg og havde fået sine frænders fine politiske instinkt i vuggegave. Da Sverdrup kom ind i det offentlige liv, havde han stillet sig til opgave at gennemføre den af hans fader oprindelig lagte plan at rejse den norske kirke på helt national grund i troskab mod reformationens ideer. Som hoved for det vestlandske kirkelige parti befandt han sig i opposition såvel til det højkirkelige bureaukrati som til de strømninger, der modarbejdede kristendommen i det norske folks åndsliv. Selv var han for meget det rolige fremskridts mand, til at han helt kunne slutte sig til Venstres politik. Som følge af den mellemstilling, han indtog, blev han altid strengt, ofte endog uretfærdig dømt i samtidens diskussion, og hans rige administrationstalent, som anerkendtes fra alle hold, kom ikke helt til sin ret.